# Monden van de Maas
Het departement Monden van de Maas (Frans: Département des Bouches-de-la-Meuse) was een Frans departement in de Nederlanden ten tijde van het Eerste Franse Keizerrijk, en was genoemd naar de monding van de Maas.

## Instelling
Het departement werd gevormd op 1 januari 1811 na de inlijving van het koninkrijk Holland op 9 juli 1810. Het was de voortzetting van het voormalige "Hollandse" departement Maasland.

## Bestuurlijke indeling
De hoofdstad was Den Haag. Het departement was ingedeeld in de volgende arrondissementen en kantons:
Den Haagkantons: Alphen aan den Rijn, Katwijk, Den Haag (4 kantons) en Voorburg.
Briellekantons: Brielle, Goedereede, Sommelsdijk.
Dordrechtkantons: Dordrecht (2 kantons), Oud-Beijerland, Ridderkerk en Strijen.
Gorinchemkantons: Culemborg, Gorinchem en Sliedrecht.
Leidenkantons: Leiden (3 kantons), Noordwijk en Woubrugge.
Rotterdamkantons: Delft (2 kantons), Gouda, Haastrecht, Hillegersberg, Naaldwijk, Rotterdam (4 kantons), Schiedam en Vlaardingen.

## Prefect
1810-1811: Carel Gerard Hultman
1811-1814: de Mechelaar Goswin de Stassart

## Overig
Het departement Monden van de Maas had in 1811 de departementale postcode 119. Brieven uit bijvoorbeeld Leiden kregen het stempel Leiden 119.
Bij de volkstelling (census) van 1812 had het departement Monden van de Maas 393.670 inwoners.

## Opheffing
Na de nederlaag van Napoleon in 1814 werd het departement krachtens de grondwet van 29 maart 1814 omgezet in de provincie Holland.
Bouches-de-l'Escaut (1810) · Bouches-de-la-Meuse · Bouches-du-Rhin (1810) · Bouches-de-l'Yssel · Deux-Nèthes (1795) · Ems-Occidental · Frise · Meuse-Inférieure (1795) · Roër (1798) · Yssel-Supérieur · Zuyderzée
- Virtual International Authority File: 4552152503012810800003